# 865
El 865 (DCCCLXV) fou un any comú començat en dilluns del calendari julià. L'ús del nom «865» per referir-se a aquest any es remunta a l'alta edat mitjana, quan el sistema Anno Domini esdevingué el mètode de numeració dels anys més comú a Europa.

## Esdeveniments
- Fundació de l'església búlgara
- Publicació de la De divisio naturae de Joan Escot Eriúgena
- Lluís el Germànic divideix el seu regne entre els seus fills